# De Twee Gebroeders (schip, 1914)
“De Twee Gebroeders” was het skûtsje waarmee de Langweerder schipper/eigenaar Ulbe Zwaga in 1946, 1948, 1949 en 1950 kampioen werd van de SKS. In 1967 werd het schip eigendom van de Stichting Donia (SKS-commissie Langweer), in 1997 van naam gewijzigd tot Stichting skûtsjes Doniawerstal . Later hebben zijn zoons Rienk (in 1969) en Lammert (in 1980) kampioenschappen behaald met dit skûtsje.
In het stamboek komen zo'n 50 "Twee Gebroeders" voor, dit schip was binnen het SKS-kampioenschap herkenbaar aan de zwaan in het zeil, het zeilteken dat voor alle skûtsjes van Langweer wordt gebruikt.

## Geschiedenis
Het skûtsje “De Twee Gebroeders” is in 1914 gebouwd door Scheepswerf Wildschut in Gaastmeer (Friesland) in opdracht van Ulbe’s vader, Rienk Ulbesz Zwaga. Hoewel er in die tijd nog niet voor dorpen werd gezeild, beschouwden de Langweerders dit skûtsje toch als van hen.  Toen de in 1965 opgerichte Stichting skûtsjes Doniawerstal dit schip in 1967 aankocht, hoopten ze hiermee de eerdere successen van Ulbe Zwaga voort te kunnen zetten. Het schip werd nog als wedstrijdschip bij de SKS gebruikt tot en met 1997, en later nog van 2006-2009 en van 2015-2019. Als gevolg van de nieuwe zeilformule moest Langweer in 2017 als enige skûtsje zeiloppervlakte inleveren. Daardoor waren ze niet in staat om de rest van de vloot bij te houden en hebben ze hun deelname vier wedstrijden voor het einde van de competitie voor dat jaar beëindigd. In 2018 en 2019 werd Langweer laatste.

## Commissie Langweer

### Skûtsjes
De commissie Langweer heeft met vijf verschillende skûtsjes deelgenomen aan de SKS-kampioenschappen.
- Friesland (1965-1966)
- Twee Gebroeders (1967-1997, 2006-2009, 2015-2019)
- de Swan fan Donia (1998-2000)
- de Jonge Jan (2001-2005, 2020-heden)
- Ut 'e Striid (2010-2014)

### Schippers
De schippers die voor de commissie Langweer hebben gezeild zijn:
- Lodewijk Meeter (1965-1967)
- Rienk Ulbesz Zwaga (1968-1971)
- Durk de Jong (1972-1975)
- Pieter Engelsma (1976-1977)
- Lammert Ulbesz Zwaga (1978-1986) (1981: Rienk Ulbesz Zwaga a.i.)
- Chris Jansz Brouwer (1987-1988)
- Albert Wiemertsz Hoekstra (1989-1990)
- Tjitte Jansz Brouwer (1991-1999)
- Anne Tjerkstra (2000-2008)
- Jeroen Pietersma (2009)
- Ulbe Brandsma (2010-2011)
- Jaap Lammertsz Zwaga (2012-2013, 2017-2019)
- Johannes Hidzersz Meeter (2014-2016)
- Harmen Pietersz Brouwer (2020-heden)